# Beaver River (Nova Iorque)
Beaver River é um vilarejo de seis décimos de milha quadrada, no extremo leste do Reservatório de Stillwater, na cidade de Webb, no Condado de Herkimer, Nova Iorque, Estados Unidos. A aldeia está rodeada pelo Parque Adirondack. A aldeia tem uma população de oito pessoas durante todo o ano, que aumenta durante o verão, pois muitas pessoas têm acampamentos nessa área selvagem. Existem 125 propriedades particulares e três empresas comerciais. Nenhuma estrada leva à aldeia; ele é acessível apenas por caminhadas, trem ou barco no verão e por motos de neve, raquetes de neve ou esqui cross country no inverno. Não há serviço elétrico. A cidade recebeu o nome do rio Beaver, que foi apreendido para formar o reservatório de Stillwater. O rio Beaver é um afluente de fluxo oeste do rio Negro e parte da bacia do lago Ontário. A Ferrovia Central de Nova Iorque, no Registro Nacional de Lugares Históricos, passa pelo vilarejo; um barracão existente faz parte da propriedade histórica.

## História
Beaver River foi criado em 1893 pelo construtor ferroviário Dr. William Seward Webb como uma parada em sua recém-concluída Adirondack e St. Lawrence Railway, que se tornou a Mohawk and Malone Railway e, finalmente, a New York Central. Webb possuía cerca de 200 000 acre(s)s (810 km2) na área, popular entre caçadores e pescadores. A extensa exploração madeireira começou na virada do século. Em 1902, o Norridgewock Hotel foi construído, que se tornou o centro social da comunidade. Uma casa de escola foi construída em 1912 pelo primeiro colono Ben Bullock; a escola continuou a funcionar até 1965.